# Paktongius
Paktongius is een geslacht van hooiwagens uit de familie Assamiidae.
De wetenschappelijke naam Paktongius is voor het eerst geldig gepubliceerd door Suzuki in 1969. 

## Soorten
Paktongius is monotypisch en omvat slechts de volgende soort:
- Paktongius distinctus